# Африкан Лайон
Футбольний клуб Африкан Лайон або просто Африкан Лайон (англ. African Lyon Football Club) — професіональний танзанійський футбольний клуб з міста Дар-ес-Салам, виступає в Прем'єр-лізі Танзанії.

## Історія

Старий логотип клубу

Клуб засновано 14 червня 2000 року Джамалом Кісонго під назвою ФК «Мбагара Маркет». У сезоні 2015/16 років «Африкан Лайон» виграв групу А Першого дивізіону першості Танзанії та здобув путівку до Прем'єр-ліги.

## Досягнення
- Перший дивізіон чемпіонату Танзанії (група А)
  -  Чемпіон (1): 2015/16